# Calumma
Genre
Calumma est un genre de sauriens de la famille des Chamaeleonidae.

## Répartition
Les 42 espèces de ce genre sont endémiques de Madagascar.

## Liste des espèces
Selon The Reptile Database (23 juin 2020) :
- Calumma amber Raxworthy & Nussbaum, 2006
- Calumma ambreense (Ramanantsoa, 1974)
- Calumma andringitraense (Brygoo, Blanc & Domergue, 1972)
- Calumma boettgeri (Boulenger, 1888)
- Calumma brevicorne (Günther, 1879)
- Calumma capuroni (Brygoo, Blanc & Domergue, 1972)
- Calumma crypticum Raxworthy & Nussbaum, 2006
- Calumma cucullatum (Gray, 1831)
- Calumma emelinae Prötzel, Scherz, Ratsoavina, Vences & Glaw, 2020
- Calumma fallax (Mocquard, 1900)
- Calumma furcifer (Vaillant & Grandidier, 1880)
- Calumma gallus (Günther, 1877)
- Calumma gastrotaenia (Boulenger, 1888)
- Calumma gehringi Prötzel, Vences, Scherz, Vieites & Glaw, 2017
- Calumma glawi Böhme, 1997
- Calumma globifer (Günther, 1879)
- Calumma guibei (Hillenius, 1959)
- Calumma guillaumeti (Brygoo, Blanc & Domergue, 1974)
- Calumma hafahafa Raxworthy & Nussbaum, 2006
- Calumma hilleniusi (Brygoo, Blanc & Domergue, 1973)
- Calumma jejy Raxworthy & Nussbaum, 2006
- Calumma juliae Prötzel, Vences, Hawlitschek, Sherz, Ratsoavina & Glaw, 2018
- Calumma lefona Prötzel, Vences, Hawlitschek, Sherz, Ratsoavina & Glaw, 2018
- Calumma linotum (Müller, 1924)
- Calumma malthe (Günther, 1879)
- Calumma marojezense (Brygoo, Blanc & Domergue, 1970)
- Calumma nasutum (Duméril & Bibron, 1836)
- Calumma oshaughnessyi (Günther, 1881)
- Calumma parsonii (Cuvier, 1825) - Caméléon de Parson
- Calumma peltierorum Raxworthy & Nussbaum, 2006
- Calumma peyrierasi (Brygoo, Blanc & Domergue, 1974)
- Calumma radamanus (Mertens, 1933)
- Calumma ratnasariae Prötzel, Scherz, Ratsoavina, Vences & Glaw, 2020
- Calumma roaloko Prötzel, Lambert, Andrianasolo, Hutter, Cobb, Scherz & Glaw, 2019
- Calumma tarzan Gehring, Pabijan, Ratsoavina, Köhler, Vences & Glaw, 2010
- Calumma tjiasmantoi Prötzel, Scherz, Ratsoavina, Vences & Glaw, 2020
- Calumma tsaratananense (Brygoo & Domergue, 1967)
- Calumma tsycorne Raxworthy & Nussbaum, 2006
- Calumma uetzi Prötzel, Vences, Hawlitschek, Sherz, Ratsoavina & Glaw, 2018
- Calumma vatosoa Andreone, Mattioli, Jesu & Randrianirina, 2001
- Calumma vencesi Andreone, Mattioli, Jesu & Randrianirina, 2001
- Calumma vohibola Gehring, Ratsoavina, Vences & Glaw, 2011

## Publication originale
- Gray, 1865 "1864" : Revision of the genera and species of Chamaeleonidae, with the description of some new species. Proceedings of the Zoological Society of London, vol. 1864, p. 465-479 (texte intégral).